# Dita von Szadkowski
Dita von Szadkowski (* 1928 in München; † 30. März 2012 in Krefeld) war eine deutsche Musikjournalistin und Jazzautorin. Sie war über Jahrzehnte eine von wenigen Frauen, die über Jazz schreiben.

## Wirken
Dita von Szadkowski studierte in München Musik (Klavier), Literaturgeschichte und Journalismus. Nach ihrem Studium arbeitete sie im Süddeutschen Verlag als Journalistin. In den 1970er Jahren wurde sie Musikkritikerin bei der Westdeutschen Zeitung in Krefeld. In dieser Zeit begann sie auch über Jazz zu schreiben. Sie schrieb für die Fachzeitschriften Jazz Podium sowie Jazzthetik und produzierte regelmäßig Rundfunkfeatures für den WDR, NDR und diverse andere Sender. Neben der journalistischen Tätigkeit organisierte Dita von Szadkowski in ihrer Heimatstadt Krefeld zahlreiche Konzerte und gründete verschiedene kulturelle Vereinigungen.

## Veröffentlichungen
- Auf schwarz-weißen Flügeln. Focus Verlag, 1983, ISBN 3-88349-307-4
- Grenzüberschreitungen – Jazz und sein musikalisches Umfeld der 80er Jahre. Fischer Taschenbuch Verlag, Frankfurt am Main 1986, ISBN 3-596-22977-4
- Graffiti. CD. Texte: Dita von Szadkowski, Sprecher: Rupert J. Seidl, Musik: Theo Jörgensmann. 1993

| Personendaten    | Personendaten                              |
| ---------------- | ------------------------------------------ |
| NAME             | Szadkowski, Dita von                       |
| KURZBESCHREIBUNG | deutsche Musikjournalistin und Jazzautorin |
| GEBURTSDATUM     | 1928                                       |
| GEBURTSORT       | München                                    |
| STERBEDATUM      | 30. März 2012                              |
| STERBEORT        | Krefeld                                    |